# Richard Drakeford
Richard Drakeford (* 5. November 1936; † 12. November 2009) war ein britischer Komponist klassischer Musik.

## Leben
Drakeford wurde in Southwark (London) geboren, sang als Kind im Chor der Westminster Abbey, erhielt seine grundlegende musikalische Ausbildung am Clifton College (Privatschule in Bristol) und studierte am Worcester College, Oxford, wo er Kompositionsschüler von Herbert Howells und Edmund Rubbra wurde.
Von 1961 bis 1985 unterrichtete er Musik an der Harrow School.
Er war Mitbegründer des Little Missenden Festivals, an dem er bis zu seinem Tod als musikalischer Berater mitwirkte.
Von 1995 an berichtete er in unregelmäßigen Abständen für die britische Zeitschrift The Musical Times von den Internationalen Händel-Festspielen in Göttingen.

## Werke

### Für Klavier
- A Handful of Pleasant Delights for Piano (Novello Co Ltd. 1958), Blue Notes, 6 Jazzy Pieces for Piano (Elkin Co Ltd. 1967; Novello Co Ltd. 1991)

### Für Orgel
- Three Carol Preludes: A Virgin unspotted - Joseph Dearest, Joseph mine - Adeste Fideles (Novello Co Ltd. 1967, Original Compositions for Organ (New Series) 348) - ein Auftragswerk der Great Missenden Choral Society vom Dezember 1960.

### Diverse
- Streichtrios und -quartette
- Oper "The Sely Child"
- vertonte Gedichte von W. H. Auden, Robert Graves u. a.